# Rockford Bay
Rockford Bay es un lugar designado por el censo (en inglés, census-designated place, CDP) situado en el condado de Kootenai, Idaho, Estados Unidos. Según el censo de 2020, tiene una población de 325 habitantes.

## Geografía
La localidad está ubicada en las coordenadas 47°30′31″N 116°53′12″O / 47.50861, -116.88667. Según la Oficina del Censo de los Estados Unidos, tiene una superficie de 9.78 km², correspondientes en su totalidad a tierra firme.

## Demografía
Según el censo de 2020, hay 325 personas residiendo en la localidad. La densidad de población es de 33 hab./km². El 93.85% de los habitantes son blancos, el 0.62% son afroamericanos, el 0.92% son de otras razas y el 4.62% son de una mezcla de razas. Del total de la población, el 2.46% son hispanos o latinos de cualquier raza.